# Brøndbyvester Station
|  | Fremtidig bygning Denne artikel omhandler en bygning, der er under opførelse. Det er derfor muligt, at indholdet er af spekulativ natur, og ligeledes, at indholdet kan ændre sig markant efterhånden som flere oplysninger bliver tilgængelige. |

Brøndbyvester Station er en kommende letbanestation på Hovedstadens Letbane (Ring 3-letbanen) i Brøndby Kommune. Stationen kommer til at ligger på Søndre Ringvej umiddelbart nord for krydset med Vallensbækvej og Seminarievej ved linje 300S' nuværende stoppested. Den kommer til at ligge på den vestlige side af vejen og kommer til at bestå af to spor med hver sin perron med adgang via fodgængerfeltet i krydset. Stationen forventes at åbne sammen med den første del af letbanen i efteråret 2025.
Vest for stationen ligger et større industrikvarter (Ragnasminde), mens der øst for stationen primært er parcelhusbebyggelse, grønne områder, samt en kirkegård.